# Kasan, Nagu
Kasan är en ö i Finland. Den ligger i Nagu i Skärgårdshavet i Pargas stad i den ekonomiska regionen  Åboland i landskapet Egentliga Finland, i den sydvästra delen av landet. Ön ligger omkring 1 kilometer sydost om Ängsö, 14 kilometer sydväst om Nagu kyrka, 49 kilometer sydväst om Åbo och omkring 180 kilometer väster om Helsingfors. Närmaste allmänna förbindelse är förbindelsebryggan vid Ängsö som trafikeras av M/S Cheri.
Öns area är 0,98 kvadratkilometer och dess största längd är 2,8 kilometer i öst-västlig riktning. Ön höjer sig omkring 40 meter över havsytan.
Enligt osäkra uppgifter besökte Finlands dåvarande president Urho Kekkonen Kasan på 1970-talet för att fiska abborre samt gädda.[källa behövs]
På öns västra udde finns rester av en karantänstation som tidigare låg på ön.[källa behövs]